# Helmut Lachenmann

Helmut Lachenmann

Helmut Friedrich Lachenmann (Stuttgart, 27 november 1935) is een Duits componist, die onder meer muziek componeert in het genre Musique concrète.
Zijn muzikale carrière begon als 11-jarige zangknaap in een plaatselijk kerkkoor. Daarbij bleek hij een gevoel voor muziek te hebben, hij begon al als tiener te componeren. Hij was verbonden aan het plaatselijk gymnasium. Pas relatief laat, hij was twintig, ging hij compositie en piano studeren aan de Stuttgarter Musikhochschule, piano bij Jürgen Uhde en compositie bij Johann Nepomuk David. Toen al werden stukken van hem gespeeld: Klavierstücke über einen Schubert-ländler en Rondo für zwei Klavieren. In 1957 maakt hij tijdens de Darmstadt vakantiecursus kennis met bijvoorbeeld Karlheinz Stockhausen en Luigi Nono. Met de laatste klikt het en Lachenmann gaat bij Nono in Venetië studeren vanaf 1958, en wordt daarmee Nono’s eerste privéstudent. Het is analyseren geblazen, van zowel oude als de nieuwe muziek. Zijn composities krijgen een meer serieel karakter. Als hij terugkeert naar Duitsland, in dit geval München krijgt hij ondersteuning van de wat ouderen componistengarde.
Hij moest op zoek naar zijn eigen muziekstijl en koos daarbij voor een geheel open vorm. Hij trad als pianist op, ook van zijn eigen werk, composities van hem werden gespeeld in Venetië en Darmstadt. Hij ging in Keulen samenwerken met Stockhausen (Plus-Minus) en werkte enige tijd in Gent bij de IPEM-studio. In 1966 begon hij colleges te geven aan de Muziekhogeschool in Stuttgart. Vanaf 1981 tot 1999 was hij professor compositie aan dezelfde instelling en van tijd tot tijd gaf hij zelf cursussen in Darmstadt. Mark Andre, Alvaro Carlevaro, Clemens Gadenstätter, Shigeru Kan-no, Harald Muenz, Manuel Hidalgo, Juliane Klein, Wolfram Schurig, Juan María Solare en Stefan Streich zijn zijn leerlingen.
Zijn muziek wordt omschreven als musique concrète instrumentale, hetgeen staat voor het gebruikmaken van alle mogelijkheden om tot een muzikale expressie te komen. In plaats van opnames van alledaagse geluiden te gebruiken (zie Musique Concrète) worden allerlei instrumentale geluiden bedacht vanuit ogenschijnlijk niet muzikale werkwijzen. Een voorbeeld van hem is het werk Guero, waarbij de uitvoerder onder andere met de vingernagels langs de randen van de toetsen moet wrijven. Er wordt wel exact gecomponeerd. Alles moet worden aangegeven, want alles binnen de muziek kan van belang zijn bij de uitvoering en beluistering; tonen, ritme, rust, versterkt of niet, de volgorde, gewoon aanspelen of bijzondere (soms zelf uitgevonden) technieken; alles is even belangrijk. Door alles aan te geven zijn afwijkingen eigenlijk niet meer mogelijk, alleen de akoestiek en sfeer bij uitvoering blijven nog als variabele over.
Lachenmann beschouwt zichzelf als een Don Quichotte in de moderne klassieke muziek. Zijn muziekstijl gaat in tegen elke modebeweging binnen de muziek.

## Oeuvre
- Fünf Variationen über ein Thema von Franz Schubert (Walzer cis-moll, D643) voor piano (1956)
- Rondo voor twee pianos (1957)
- Souvenir voor 41 instrumenten (1959)
- Due Giri, twee studies voor orkest (1960)
- Tripelsextett voor 18 instrumenten (1960-61)
- Fünf Strophen voor 9 instrumenten (1961)
- Echo Andante voor piano (1961-62)
- Angelion voor 16 instrumenten (1962-63)
- Wiegenmusik voor piano (1963)
- Introversion I voor 18 instrumenten (1963)
- Introversion II voor 8 instrumenten (1964)
- Scenario voor tape (1965)
- Streichtrio I voor viool, altviool en cello (1965)
- Intérieur I voor een percussionist (1966)
- Notturno voor klein orkest en solo cello (1966/67)
- Trio fluido voor klarinet, altviool en percussie (1966/68)
- Consolations I voor 12 stemmen en percussie (1967)
- temA voor dwarsfluit, stem en cello (1968)
- Consolations II voor 16 stems (1968)
- Air, muziek voor groot orkest met percussie solo (1968-69)
- Pression voor cello (1969-70)
- Dal niente (Interieur III), voor klarinet (1970)
- Guero piano studie (1970)
- Kontrakadenz voor groot orkest (1970-71)
- Klangschatten - mein Saitenspiel voor drie concertvleugels en strijkensemble (1972)
- Gran Torso, muziek voor strijkkwartet (1972)
- Fassade voor groot orkest (1973)
- Schwankungen am Rand,  (1974-75)
- Zwei Studien voor viool (1974)
- Accanto, muziek voor solo klarinet en orkest (1975-76)
- Les Consolations voor koor en orkest (1976-78)
- Salut für Caudwell, muziek voor twee gitaristen (1977)
- Tanzsuite mit Deutschlandlied, muziek voor orkest en strijkkwartet (1979-80)
- Ein Kinderspiel, zeven kleine stukken voor piano (1980)
- Harmonica, muziek voor groot orkest en solo tuba (1981-83)
- Mouvement (- vor der Erstarrung) voor ensemble (1982/84)
- Ausklang, voor piano en orkest (1984-85)
- Dritte Stimme zu J.S. Bachs zweistimmiger Invention d-moll BWV775 voor drie instrumenten (1985)
- Staub voor orkest (1985-87)
- Toccatina, vioolstudie (1986)
- Allegro sostenuto, muziek voor klarinet, cello en piano (1986-88)
- Tableau voor orkest (1988)
- 2. Streichquartett "Reigen seliger Geister" strijkkwartet (1989)
- "...zwei Gefühle...", Musik mit Leonardo voor twee sprekers en ensemble (1992)
- Das Mädchen mit den Schwefelhölzern Muziektheater voor erg groot orkest en solosten (1988-96)
- Serynade voor piano (1998)
- Nun voor dwarsfluit, trombeen, mannenkoor en orkest (1999)
- Sukura-Variatieenn voor saxofoon, percussie en piano (2000)
- 3. Streichquartett "Grido"  strijkkwartet (2001)
- Schreiben voor orkest (2003)
- Double (Grido II) voor strijkorkest (2004)
- Concertini voor groot ensemble (2005)
- ...got lost..., muziek voor sopraan en piano (2008)